# National Electrical Manufacturers Association
La National Electrical Manufacturers Association (NEMA) (Asociación Nacional de Fabricantes Eléctricos) es una asociación industrial estadounidense, creada el 1 de septiembre de 1926 tras la fusión de la Associated Manufacturers of Electrical Supplies (Fabricantes de Suministros Eléctricos Asociados) y la Electric Power Club (Club de Potencia Eléctrica). Su sede principal está en el vecindario de Rosslyn, en Arlington (Virginia), y cuenta con más de 400 miembros asociados. Este organismo es el responsable de numerosos estándares industriales comunes usados en el campo de la electricidad. Entre otros, la NEMA ha establecido una amplia gama de estándares para encapsulados de equipamientos eléctricos, publicados como NEMA Standards Publication 250.

## Objetivos NEMA
El objetivo fundamental de NEMA es promover la competitividad de sus compañías socias, proporcionando servicios de calidad que impactarán positivamente en las normas, regulaciones gubernamentales, y economía de mercado, siendo posible todo esto a través de:
- Liderazgo en el desarrollo de las normas y protección de posiciones técnicas que favorezcan los intereses de la industria y de los usuarios de los productos.[5]
- Trabajo continuo para asegurar que la legislación y regulaciones del gobierno relacionados con los productos y operaciones sean competentes con las necesidades de la industria.
- Estudio del mercado y de la industria, a través de la recopilación, análisis y difusión de datos.
- Promoción de la seguridad de los productos eléctricos, en su diseño, fabricación y utilización.
- Información sobre los mercados y la industria a los medios de comunicación y a otros interesados.
- Apoyo a los intereses de la industria en tecnologías nuevas y a su desarrollo.

Una norma de la NEMA define un producto, proceso o procedimiento con referencia a las siguientes características:
- Nomenclatura
- Composición
- Construcción
- Dimensiones
- Tolerancias
- Seguridad
- Características operacionales
- Rendimiento
- Alcances
- Prueba
- Servicio para el cual es diseñado

## Encapsulamientos NEMA

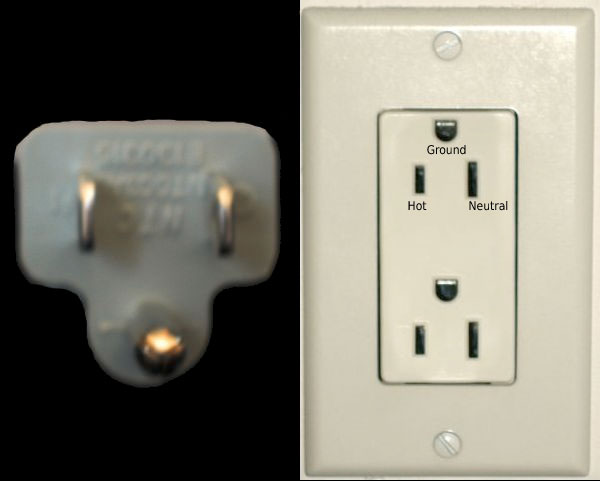
Ejemplo de conector NEMA.

Dependiendo de la aplicación industrial a la que va dirigida el encapsulamiento, la NEMA define diferentes estándares, diseñados para cubrir el nivel de protección necesario atendiendo a diferentes condiciones ambientales. Un encapsulamiento NEMA típico puede responder a diferentes agentes ambientales tales como agua, polvo, aceites, refrigerantes, o atmósferas que contengan agentes agresivos como acetileno o gasolina. En la página de la NEMA puede consultarte una lista completa de dichos estándares.